# Mühlehorn

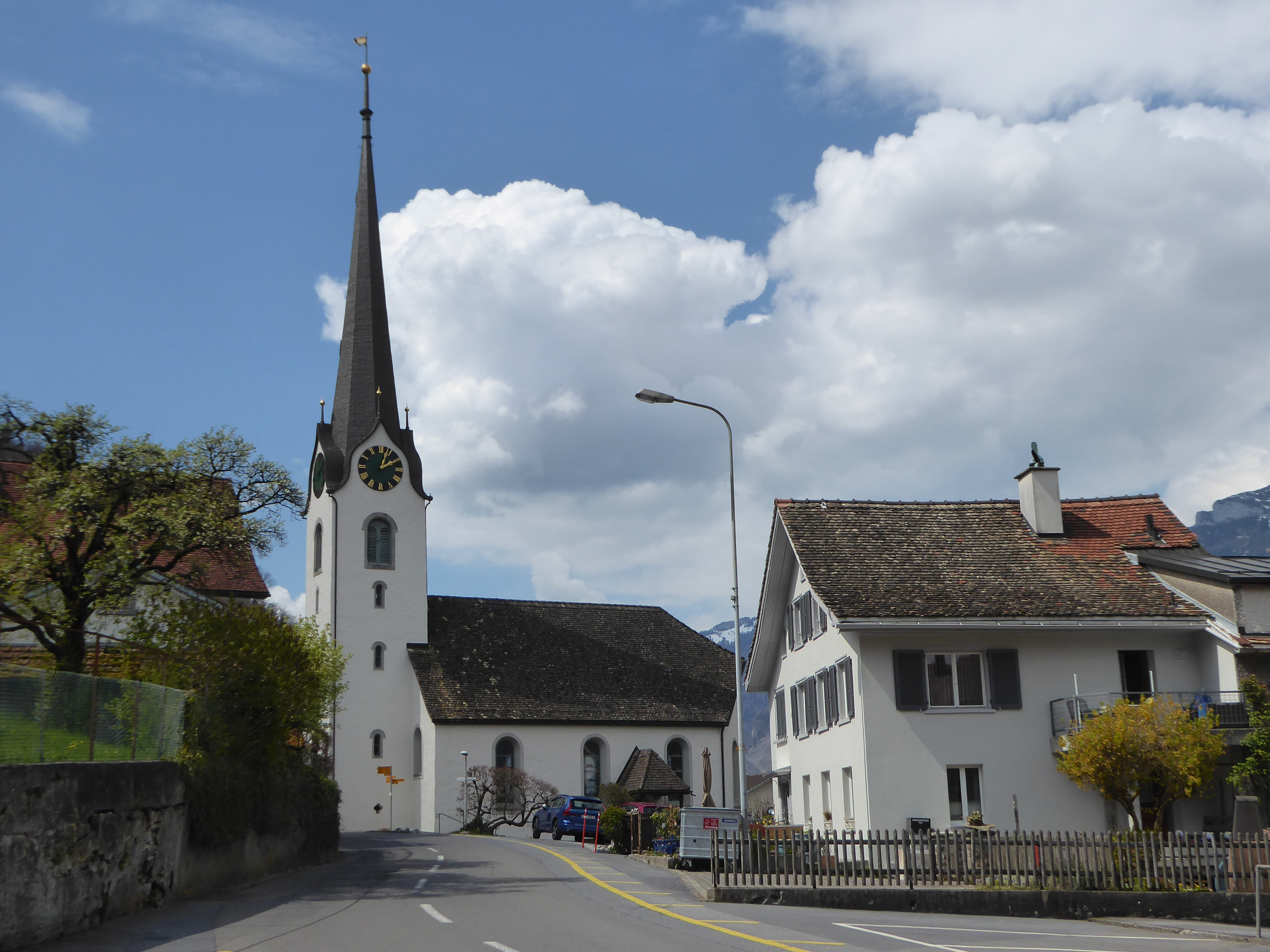
Reformert kyrka i Mühlehorn.

Mühlehorn är en ort i kommunen Glarus Nord i kantonen Glarus i Schweiz. Den ligger vid Walensee, cirka 11,5 kilometer nordost om Glarus. Orten har 451 invånare (2023).
Orten var före den 1 januari 2011 en egen kommun, men slogs då samman med kommunerna Bilten, Filzbach, Mollis, Niederurnen, Näfels, Oberurnen och Obstalden till den nya kommunen Glarus Nord.